# Kopytowa

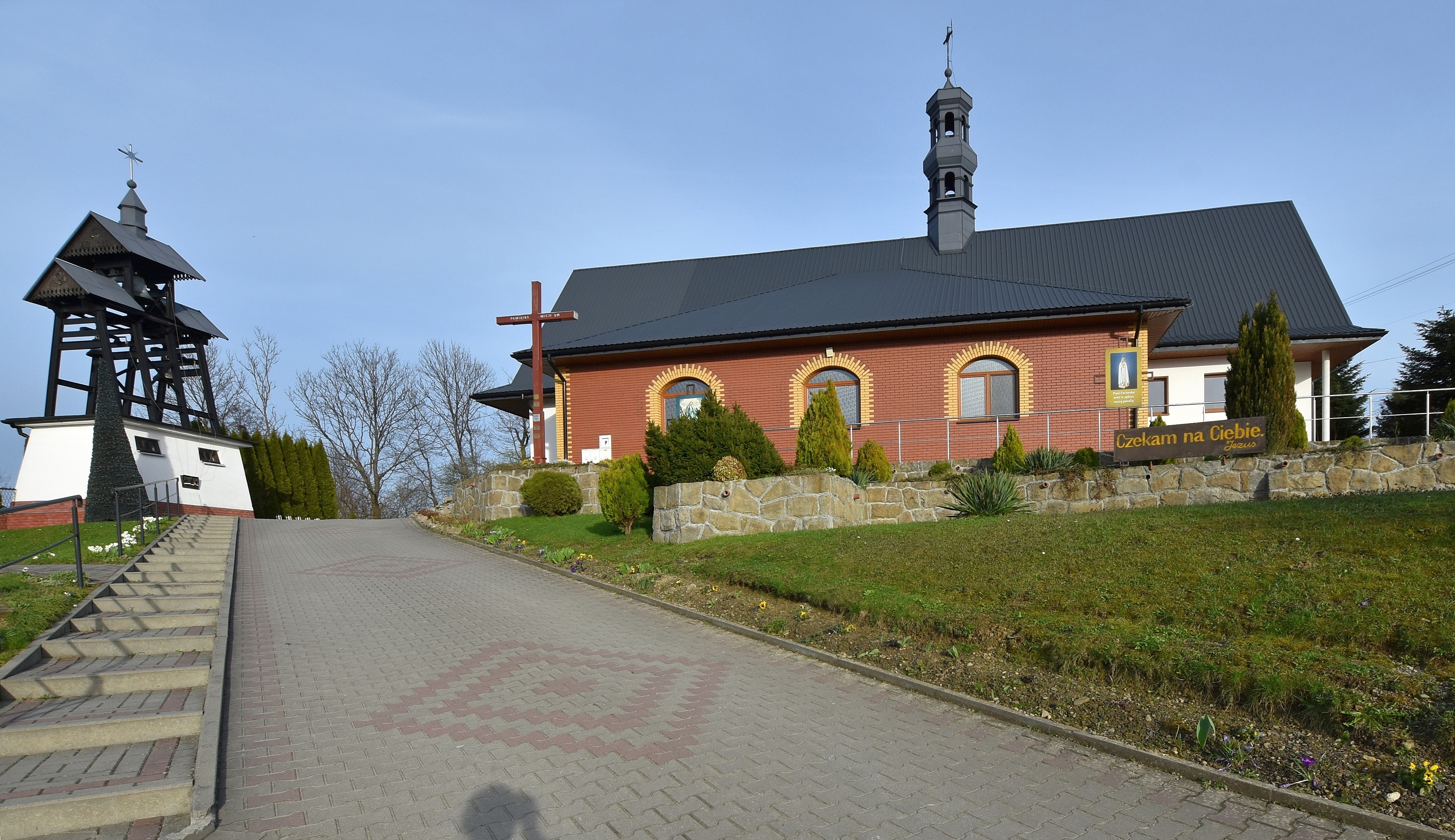
Kościół parafialny

Kopytowa – wieś w Polsce, położona w województwie podkarpackim, w powiecie krośnieńskim, w gminie Chorkówka. Kopytowa położona jest w okolicy górzystej i lesistej. Od południa graniczy z Faliszówką, od północy z Podniebylem, od zachodu z Łubnem, a od wschodu z Żeglcami.
Miejscowość jest siedzibą rzymskokatolickiej parafii św. Maksymiliana Kolbego należącej do dekanatu Krosno III w archidiecezji przemyskiej.

## Integralne części wsi
| SIMC    | Nazwa      | Rodzaj     |
| ------- | ---------- | ---------- |
| 0347241 | Budy       | część wsi  |
| 0347258 | Folwark    | część wsi  |
| 0347264 | Hajdasz    | przysiółek |
| 0347270 | Łapiguz    | część wsi  |
| 0347287 | Podlas     | część wsi  |
| 0347293 | Stanowiska | część wsi  |
| 0347301 | Stawy      | część wsi  |
| 0347318 | Tłoki      | część wsi  |
| 0347324 | Zawodziany | część wsi  |

## Historia
Najstarsza wiadomość o tej miejscowości pochodzi z 1277 roku. Należała ona wówczas do klasztoru koprzywnickiego. W 1185 roku komes Mikołaj Bogoria Skotnicki (ok. 1150-1238), fundator klasztoru koprzywnickiego, darował temu opactwu m.in. wieś Wietrzno z przynależnościami, m.in. prawdopodobnie Kopytową. Niektóre dokumenty wzmiankują, że Bogoriowie byli pierwszymi właścicielami. W 1279 r. biskup firmański Filip de Casate, w latach 1278-1282 legat papieski na Węgrzech i w Polsce, w Budzie na Węgrzech potwierdził opatowi klasztoru cystersów w Koprzywnicy prawo do pobierania dziesięciny, między innymi z Kopytowej. Dokument z 1345 r. podaje, że wsie Głojsce, Kopytowa, Łubno leżą na terytorium Żmigrodu.
W 1348 roku Kazimierz Wielki jako właściciel wsi polecił Mikołajowi z Kopytowej by lokował ją na prawie magdeburskim. Wieś była ulokowana na 40 łanach. Monarcha zwolnił ją od pańszczyzny na 20 lat. Po upływie tego terminu mieszkańcy zostali zobligowani do płacenia czynszu w dniu św. Marcina (tj. 11 listopada). Ponadto podczas trzech sądów w roku posłowi królewskiemu przysługiwał jeden obiad zapewniony przez sołtysa, a dwa następne przez kmieci. W zamian za organizowanie posłowi posiłków mieli oni prawo składania po 8 groszy. W 1354 król sprzedał Kopytową, Głojsce i Łubno za 700 grzywien synom Mikołaja z Bogorii. Kazimierz Wielki powierzył sołectwo Mikołajowi de Copitoh i jego następcom. Król pozwolił mu założyć młyn i karczmę, otworzyć kramy rzemieślników, piekarzy i szewców oraz założyć stawy rybne. Sołtysi Kopytowej mieli także prawo sądzenia wszystkich spraw. Za te i wiele innych przywilejów sołtys był zobligowany do przekazywania władcy jednego żołnierza na koniu na wyprawę wojenną.
W 1388 r. Paszko z Bogorii w Krakowie sprzedał (prawdopodobnie opactwu koprzywnickiemu) wobec królowej Jadwigi Kopytową wraz ze Zręcinem z Machnówką i połową Głojsc oraz połowę Łubna za 80 grzywien. Po roku 1388, według J. Długosza, wieś w różnych częściach należała do kilku właścicieli, (m.in. do Barutha), czego dowodem są nazwy przysiółków, np. po stronie północno-zachodniej Łubno Szlacheckie, zaś po południowej - Łubno-Opace. W 1474 roku Kopytowa jako całość otrzymała od króla Kazimierza Jagiellończyka szereg przywilejów, m.in. zwolnienie na trzy lata od podwód i innych ciężarów, niezależnie od przywilejów przyznanych wcześniej sołtysom przez Kazimierza Wielkiego. Polski kronikarz dziejów uważa, że była to wieś bogata. Długosz, pisząc o Kopytowej, zaznaczył również, że za jego czasów miejscowość ta należała do "szlachetnego Barutha i że składa dziesięcinę z łanów kmiecich na rzecz kanonika trzeciej prebendy przy kościele św. Floriana w Krakowie, obsadzanej przez kolegium artistarum." Prócz tego sołtys płaci dziesięcinę kościołowi w Zręcinie.
Wiadomo również, że w 1581 roku wieś należała do opactwa cystersów, gdyż opat koprzywnicki płacił podatki. Miejscowość ta należała w części do Barutha, a w części (osada Opacie) do opactwa. W 1898 roku wieś należała już do Bolesława Jordana Rozwadowskiego i Eligii z Kunaszowskich Rozwadowskiej, którzy nabyli ją od Stanisława Kotarskiego (autora książki "Opatów w latach 1861–1864", Opatów 1935).
Tu urodził się Władysław Leon Grzędzielski (15 grudnia 1864  – zm. 28 września 1925 we Lwowie) – minister aprowizacji w Rządzie Wincentego Witosa, poseł na Sejm Ustawodawczy oraz tu wychowywała się jego córka prof. Maria Grzędzielska.
Po reorganizacji kraju w 1934 roku gromada Kopytowa weszła w skład gminy Chorkówka, licząc 1110 mieszkańców, w tym 24 Żydów.
Po II wojnie światowej do 1975 roku wieś była siedzibą Gromadzkiej Rady Narodowej. W latach 1954–1972 wieś należała i była siedzibą władz gromady Kopytowa. W latach 1975–1998 miejscowość administracyjnie należała do województwa krośnieńskiego.
Obecnie Kopytowa jest trzecią po Świerzowej Polskiej i Zręcinie co do liczby mieszkańców wsią w gminie Chorkówka.